# Giacomo Palazzesi
Giacomo Palazzesi (1º marzo 1983) è un chitarrista italiano.

## Biografia
Ha pubblicato Catalunya (GuitArt, 2016), Bach & Tárrega: Preludes and Dances (Continuo Records, 2018), Time Regained: Early Works for Solo Guitar (DaVinci Classics, 2019), disco menzionato dal critico statunitense Ted Gioia tra i migliori album dell'anno 2019.
Nel 2020 è in Fuga a tre voci di Marco Tullio Giordana, al fianco di Michela Cescon e Alessio Boni.

## Discografia
- Catalunya (GuitArt, 2016)[1]
- Bach & Tárrega: Preludes and Dances (Continuo Records, 2018)[2]
- Mario Castelnuovo-Tedesco: Time Regained, Early Works for Solo Guitar (DaVinci Classics, 2019)[3]
- As from Far Away (Martinville, 2021)[7]
- (in)complete preludes (Extended Place, 2022)[8][9]
- Tōru Takemitsu | Songbook (Extended Place, 2024) [10]

## Filmografia
- Due soldati (musica dei titoli di coda)[11][12]